# Conicosia
Conicosia é um género botânico pertencente à família Aizoaceae.

## Espécies
- Conicosia bijlii
- Conicosia elongata
- Conicosia pugioniformis

1. ↑  «Conicosia — World Flora Online». www.worldfloraonline.org. Consultado em 19 de agosto de 2020